# San José vieja (subte de Buenos Aires)
San José (conocida como San José Vieja) fue una estación de la Línea E del subte de Buenos Aires, Argentina. Se encontraba entre las estaciones Constitución y Entre Ríos, funcionando entre 1944 y 1966 como parte del trazado original de la línea. Fue reemplazada por la actual San José, como parte de la reubicación del recorrido hacia el Microcentro, y sus instalaciones forman parte del actual Taller San José.

## Historia
Cuando el trazado de la línea E fue modificado para que llegara al centro de la ciudad (Estación Bolívar) y aumentar el número de pasajeros, se construyó una nueva estación San José rodeando la vieja de andén simple, quedando ésta abandonada y convertida en una estación fantasma. La obra de la nueva estación San José fue compleja, ya que además de los dos túneles nuevos, uno de ellos atraviesa por debajo la antigua traza.
El servicio a Constitución no fue cancelado inmediatamente tras el cambio de traza, ya que durante algunos meses se mantuvo un servicio de tipo lanzadera entre Constitución y San José vieja, donde se podía combinar con San José nueva con sus servicios al centro y a Avenida La Plata y era prestado con un único coche motor Siemens. El servicio fue suspendido a fines de 1966 por los pocos pasajeros que lo utilizaban. De ahí en más, San José vieja fue utilizada como cochera de la línea E. Desde 1999 y hasta la actualidad, parte de sus instalaciones son usadas como taller de reparación, estacionamiento de coches, acopio de materiales y mantenimiento de trenes, con el nombre de Taller San José. Sus murales originales están protegidos.
Esta estación fue escenario para gran parte de las estaciones ficticias (entre ellas Dock Sud y Parque) de la película Moebius, dirigida por Gustavo Mosquera y rodada en su mayoría en la línea E durante 1996. En diciembre de 2014, en la estación San José nueva se inauguraron murales representando escenas y diálogos de dicha película.

## Decoración

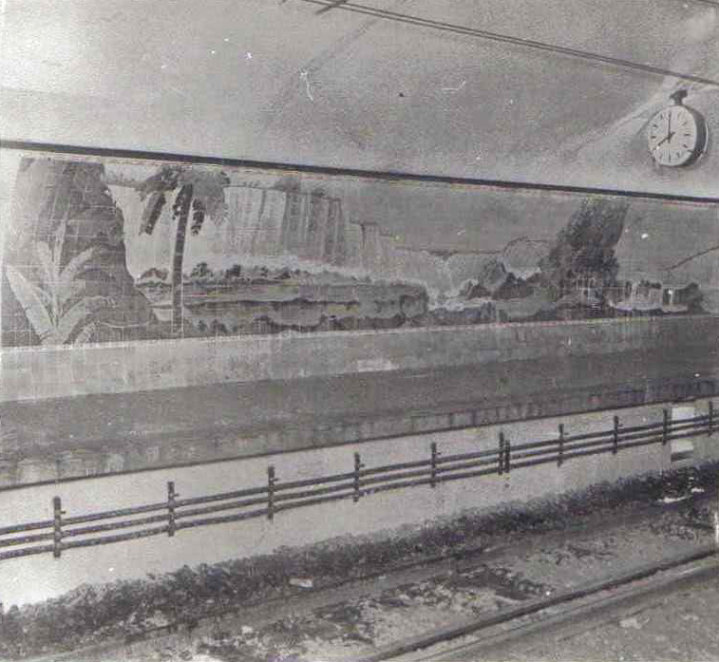
El mural Las Cataratas del Iguazú, hoy cubierto con paneles especiales.

Al igual que el resto de las estaciones del tramo original Constitución - General Urquiza inaugurado en 1944, la vieja estación San José poseía un par de murales temáticos enfrentados en sus andenes, instalados por su constructora, la CHADOPyF.
En este caso, retrataban los paisajes naturales más impactantes de la Argentina, medían 15,5 x 1,8 metros y habían sido basados en bocetos de Otto Durá de 1939 y realizados por Cattaneo y Compañía. El que se encontraba en el andén con dirección a General Urquiza se titulaba Los lagos del Sur, en donde se podían ver los campos de hielo continental, y el ubicado en dirección a Constitución se llamaba Las cataratas del Iguazú.
Con el cierre de la estación y construcción de la homónima para el tramo hacia Plaza de Mayo (estación Bolívar), SBA decidió no trasladar los murales a las paredes de esta última, dejándolos en su ubicación original donde permanecieron intactos hasta que la concesionaria privada Metrovías decidió reutilizar San José vieja como taller, y fueron tapados para protegerlos. También, se demolió uno de los andenes para mayor comodidad en los trabajos de mantenimiento de trenes realizados allí, y se retiraron las escaleras mecánicas y demás mobiliario.

## Estación de la línea F
En 1957, el Plan Cóndor de extensión de la red de Subtes previó la construcción de una línea entre Constitución y Plaza Italia siguiendo un recorrido parecido al previsto actualmente para la línea F. Para ello, previó el cambio de traza de la línea E a Bolívar, la construcción de una nueva estación San José para la E y la utilización de la estación San José vieja para la combinación con la nueva línea transversal. En ese sentido, el túnel a Bolívar empalma con la vía proveniente de la estación Entre Ríos mucho más cerca de dicha estación que la vía con destino al oeste. Esto se debió a que se dejó el espacio necesario para poder construir un nuevo túnel que partiera de la estación San José para alcanzar la avenida Independencia como parte de la traza de la línea a Plaza Italia.
En el año 2006, Subterráneos de Buenos Aires evaluó su utilización como estación de la línea F, que podría emplear parte de la vieja traza de la línea E, incluyendo a la estación Constitución E. Sin embargo, se optó en cambio por la construcción de un nuevo túnel bajo la Avenida Juan de Garay y una estación a la altura de la calle Sáenz Peña.